# 有賀夏紀
有賀 夏紀（あるが なつき、女性、1944年7月15日 - 2024年3月7日）は、日本の歴史学者。埼玉大学名誉教授。元アメリカ学会会長（2008年 - 2010年）。専門はアメリカ社会史、現代史。アメリカ社会史を日本に紹介した第一人者である。
『AERA』2004年2月2日号の「先生で選ぶ良い大学」メディア発信度の高い文系教員50人リストに掲載された。

## 略歴
東京都出身。お茶の水女子大学附属高等学校を経て、1968年お茶の水女子大学文教育学部卒業。1970年東京大学大学院社会学研究科修士課程修了。国際教養学修士（東京大学）。1971年カリフォルニア大学バークレー校留学。歴史学MA（カリフォルニア大学バークレー校）。1983年新渡戸フェロー奨学金を得て、スタンフォード大学の研究員として渡米し、同大学歴史学部大学院博士課程に進学。1985年帰国、1996年歴史学Ph.D.（スタンフォード大学）。
1978年東京大学教養学部アメリカ分科助手、1980年埼玉大学教養学部講師、1982年同助教授、1986年同教授。2000年大正大学客員教授。2010年埼玉大学を定年退職、同大学名誉教授。

## 受賞歴
- 第8回山川菊栄賞（1988年） （『アメリカ・フェミニズムの社会史』（勁草書房）により）[2]
- 日米友好基金賞（1989年）[2]
- 2015年度アメリカ歴史学会外国人名誉会員（2016）
- アメリカ芸術科学アカデミー外国人名誉会員（2019）

## 著書
- 『アメリカ・フェミニズムの社会史』（勁草書房） 1988
- 『アメリカの20世紀』上・下（中央公論新社、中公新書） 2002

### 共著
- 『世界の食文化（12）アメリカ』（本間千枝子、農山漁村文化協会） 2004

### 共編著
- 『アメリカの歴史 - テーマで読む多文化社会の夢と現実』（有賀夏紀・油井大三郎編、有斐閣） 2003
- 『史料で読むアメリカ文化史（4）アメリカの世紀 - 1920年代 - 1950年代』（有賀夏紀・能登路雅子編、東京大学出版会） 2005
- 『シリーズ・アメリカ研究の越境（4）個人と国家のあいだ「家族・団体・運動」』（久保文明・有賀夏紀編、ミネルヴァ書房） 2007
- 『アメリカ史研究入門』（有賀夏紀・紀平英作・油井大三郎編、山川出版社）2009
- 『アメリカ・ジェンダー史研究入門』（有賀夏紀・小檜山ルイ編、青木書店）2010

## 翻訳
- 『アメリカと日本 - ペリーからマッカーサーまで』（ウィリアム・L・ニューマン、研究社出版） 1986
- 『ウィメンズアメリカ』（リンダ・K・カーバー, ジェーン・シェロン・ドゥハート編、ドメス出版） 2000

## 論文
- 「ジョン・ウェインが死んでもアメリカ文明は衰退しない - アメリカ文明衰退論の意味」（『比較文明』18） 2002
- 「『タイガー・ウッズの縞模様』に至るまで - アメリカ研究の変遷」（五十嵐武士, 油井大三郎編、『アメリカ研究入門』、東京大学出版会） 2003
- 「北カリフォルニアのある家族の食卓」（『VESTA』49） 2003
- 「文化戦争のなかの9月11日」（猿谷要編、『アメリカよ!』、弘文堂） 2003
- 「『ナンバーワンにならなくても良い』? - 進歩の思想を考える」（『anjali』第7号） 2004
- 「反消費の消費文化 - 1960年代」（常松洋, 松本悠子編、『消費とアメリカ社会』第6章）